# Drosophila magnaquinaria
Drosophila magnaquinaria este o specie de muște din genul Drosophila, familia Drosophilidae, descrisă de Wheeler în anul 1954. Conform Catalogue of Life specia Drosophila magnaquinaria nu are subspecii cunoscute.